# إمارة ألبانيا (العصور الوسطى)
إمارة ألبانيا ( بالألبانية : Principata e Arbërisë ) كانت إمارة ألبانية يحكمها سلالة ثوبيا الألبانية في ارض البلقان.   كان أول حاكم بارز بالإمارة هو تانوسيو ثوبيا ، الذي أصبح كونت مات في عام 1328. بلغت الإمارة الالبانيه ذروتها في عهد الحاكم كارل ثوبيا ، الذي ظهر عام 1359م بعد معركة أخيلوس ، فاحتل مدينتي دوريس وكرويه وعزز حكمه لألبانيا الوسطى بين نهري مات وشكومبين .  ظلت الإمارة قائمة حتى عام 1415م،عندما غزتها الإمبراطورية العثمانية .

## التاريخ

### حكم تانوزيو ثوبيا
ظهرت الإمارة مع تانوزيو ثوبيا، المذكور في عام 1329 ككونت لألبانيا. في وثيقة من روبرت، ملك نابولي بتاريخ 15 أبريل 1338، ذُكر تانوزيو ككونت مات (conte di Matia), التي أكدت علاقات ثوبيا مع الأنجو من زمن فيليب الأول. بحلول عام 1340، كانت عائلة ثوبيا تسيطر على معظم الأراضي بين نهري مات وشكومبين، ومع عائلة موزاكا، اتفقوا على الاعتراف بسيادة الأنجيين بعد تمردهم ضد الصرب. ومع ذلك، باستثناء أندريا موزاكا الذي هزم الصرب في معركة في جبال بريستيري، لم يُنفذ أي إجراء لتحقيق الاتفاق مع الأنجيين.
خلال 1342-1343، غزا ستيفان دوسان تقريبًا كل ألبانيا، باستثناء دوريس التي بقيت تحت حكم الأنجويين-الألبانيين، رغم الضغط الصربي الشديد، مما أنهى بذلك الحكم البيزنطي في ألبانيا. بعد وفاة ستيفان دوسان في 1355، استعادت عائلة ثوبيا أراضيها وحكمت معظم وسط ألبانيا.

### حكم كارل ثوبيا
كان لتانوزيو ابن واحد، أندريا ثوبيا، الذي أصبح صهر روبرت ملك نابولي دون موافقته. أرسل روبرت ابنته للزواج في موريا، لكن خلال الرحلة التقت بأندريا في دوريس، فتزوجا وأنجبا طفلين، جيرج وكارل ثوبيا. غضب روبرت ودعا الزوجين إلى نابولي عام 1342 بحجة الرغبة في التصالح معهم، حيث أعدم كلاهما. 

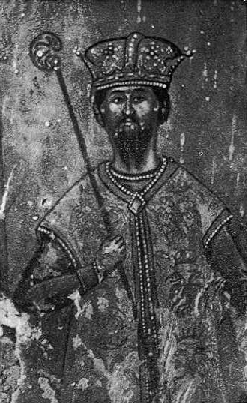
كارل ثوبيا، من رسم كوستاندين شباتاراكو، دير أردينيكا

برزت عائلة ثوبيا في خمسينيات وستينيات القرن الرابع عشر، موسعة ممتلكاتها وواقعَة النبلاء والقبائل المحلية تحت سيطرتها. في 1359 توفي تانوزيو وخلفه كارل ثوبيا.
شارك كارل في معركة أشيلوس ضد نيكيفوروس الثاني أورسيني، ديسبوت إبيروس، حيث قاد القبائل الألبانية ضد الديسبوت. قُتل أورسيني خلال المعركة على يد كارل ودُمّر جيشه، مما أدى إلى نصر ألباني. وبهذا، تُرك إبيروس بلا حاكم وملأ الفراغ جين بوي شيباتا وبتر لوشا، اللذان أسسا ديسبوتات أنجلوكاستر وليبانتو وديسبوتات أرتا جنوب أراضي الإمارة.
منذ 1362، سعى كارل للسيطرة على دوريس، التي كانت بحوزة الدوقة جوهانا الأنجو. استمر الحصار الأول، الذي كان غير ناجح، من أبريل 1362 حتى مايو 1363، ثم اضطر كارل لسحب قواته التي أضعفتها الأوبئة. بحلول 1363، سيطر على الأراضي المحيطة بدوريس، وكذلك على كرويا التي كانت مقر قيادته. تمكن كارل في النهاية من احتلال دوريس في مارس 1368، وهو آخر معقل للأنجيين في ألبانيا، مما أنهى مملكة ألبانيا في العصور الوسطى. عقد كارل علاقات وثيقة مع فينيسيا التي اعترفت به كـأمير ألبانيا. 
حوالي عام 1370، هاجم كارل أراضي عائلة موزاكا في الجنوب وتمكن من الاستيلاء على الأراضي بين نهر شكومبين ونهر سيمن، مسجلاً بذلك أقصى اتساع لأراضي الإمارة.
قام بالشا الثاني بمحاولة رابعة لاحتلال دوريس، التي أصبحت مركزًا تجاريًا واستراتيجيًا مهمًا. في 1382، بدأ بالشا الثاني حربًا واحتل دوريس. في 1385، هزم كارل ثوبيا، فطلب دعم مراد الأول ضد منافسيه من عائلة بالشا من إمارة زيتا. كان هذا بمثابة دعوة الدولة العثمانية إلى ألبانيا لمساعدته على هزيمة منافسيه في زيتا.
تسبب ذلك في وصول قوة عثمانية، بقيادة خليل حسن باشا، سارت سريعًا عبر ألبانيا على طول طريق إيجناتيا. هزمت القوة العثمانية العدو وحققت انتصارات كبيرة على قوات بالشا الثاني. قُتل بالشا الثاني في معركة كبيرة في سهل ساورا قرب لوشنج (معركة سافرا) عام 1385، منهياً حكم عائلة بالشا لدوريس.

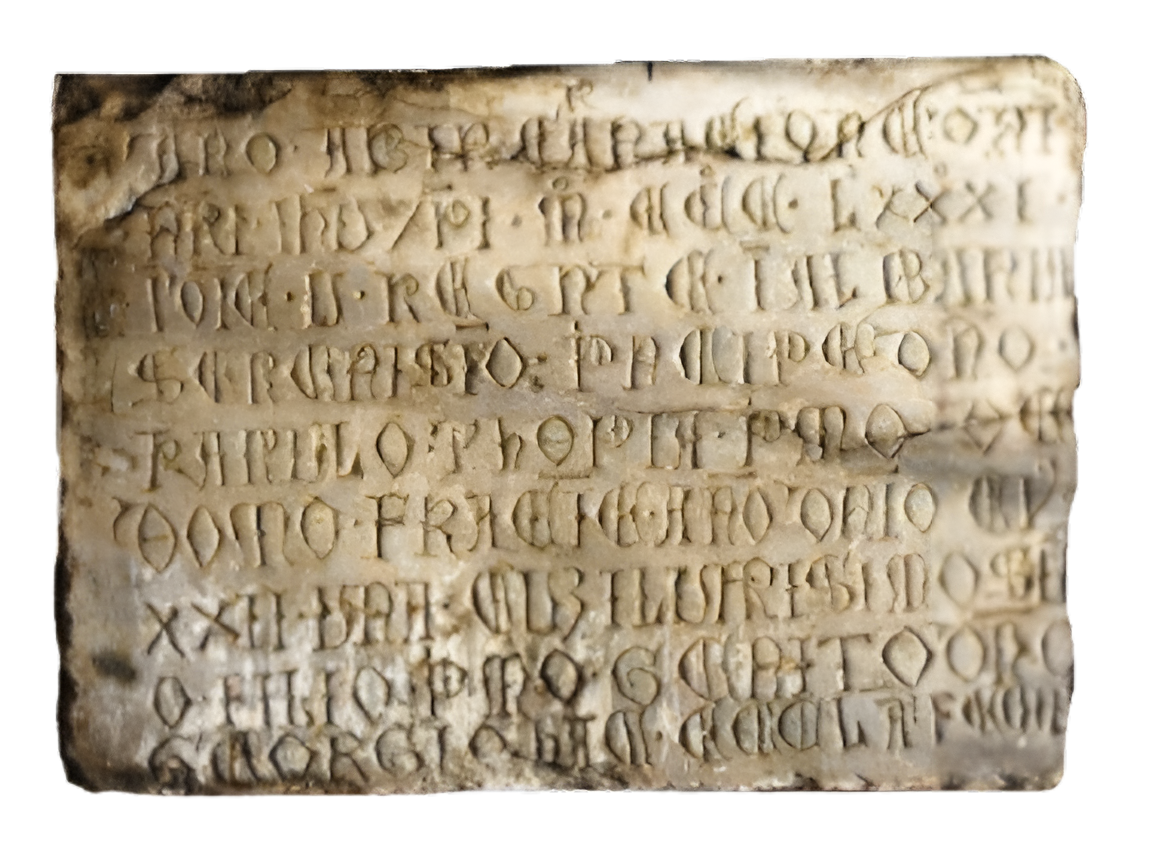
لوحة رخامية منحوتة عُثر عليها في الجانب الجنوبي من كنيسة القديس يوحنا فلاديمير في إلباسان. النقش مكتوب باللاتينية بحروف فركتور، يخلد بناء الكنيسة عام 1381 تحت حكم الأمير كارل ثوبيا، مع ابنه اللورد جيرج، في السنة الثانية والعشرين من حكمه.

### حكم جيرج ثوبيا
بعد وفاة كارل في 1388، خلفه ابنه المريض جيرج ثوبيا. بسبب القوة المتزايدة للعثمانيين، وضغط عائلة بالشا في الشمال ومرض جيرج، كان حكم ثوبيا على شفير الانهيار. لذلك، كانت فينيسيا قلقة من سقوط دوريس في يد العثمانيين وخططت لاستلامها عبر الوسائل الدبلوماسية. في صيف 1392، سلم جيرج دوريس وطلب مساعدة للحصول على أراض وقلاع أخرى، وضمان عودة آمنة للألبانيين من الأراضي المحتلة عثمانيًا، ومساعدات مالية. توفي جيرج في سبتمبر 1392.

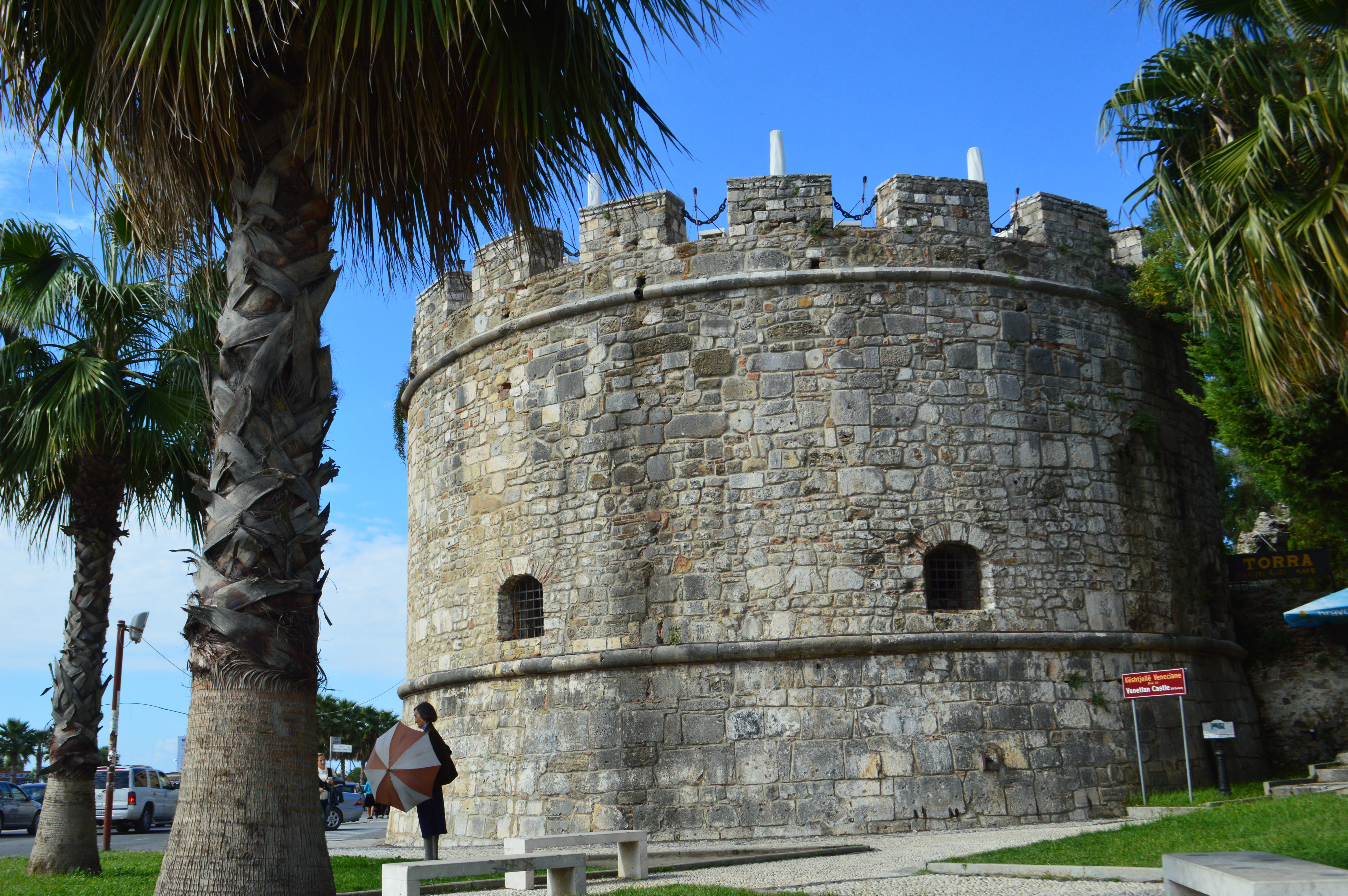
الفيليون بعد 1392 حسنوا تحصينات قلعة دوريس، معززينها بعدة أبراج حراسة.

### العقود اللاحقة
باستثناء دوريس، ورثت غالبية الإمارة أخته، هيلينا ثوبيا. تزوجت هيلينا من نبيل فينيقي، ماركو بارباريغو، الذي أقام في كرويا وكان الحاكم الفعلي لممتلكات ثوبيا. حكم ماركو فترة تحت سيادة فينيسيا. بسبب التهديد العثماني، غير ماركو ولاءه للعثمانيين وبدأ يهاجم الأراضي الفينيقية حول دوريس. نتيجة لذلك، هاجم نيكيتا ثوبيا، ابن كارل وحاكم دوريس تحت الفينيقيين، بارباريغو بدعمهم وهزمه بشدة، مما اضطر بارباريغو للجوء إلى بلاط جيرج ستريز بالشا. لكن الذي حكم كرويا لاحقًا كان كوستاندين بالشا، بدءًا من أواخر 1394. تزوج هيلينا وورث حقوقها في كرويا.
بعد معركة أنقرة ووفاة بايزيد الأول، اعترف العديد من الأمراء الألبان بسيادة فينيسيا بدلًا من العثمانيين، مثل كوجا زهريا، ديميتري جونيما وأعضاء مختلفين من عائلة دوكاجيني. حاول كونستانتين بالشا، تحت تبعية العثمانيين، الاستيلاء على دوريس عام 1402 لكنه فشل وقُتل. بعد موته، استعاد نيكيتا كرويا باسمه، واعتُرف به من قبل الفينيقيين حاكمًا لكرويا بحلول 1404 واعتبروه حليفًا لا نائبًا لهم. بحلول 1410، حكم نيكيتا الأراضي بين كرويا ونهر شكومبين تحت تبعية فينيقية. في أواخر 1411، أسر ثيودور كورونا موزاشي نيكيتا بعد مناوشة، لكنه أُفرج عنه في يوليو 1413 وعاد إلى كرويا ليواصل حكمه حتى 1415 عندما سقطت ألبانيا تحت الدولة العثمانية وأُدرجت في سنجق ألبانيا.

## الحكام
| الصورة | اللقبالاسم                      | فترة الحكم | ملاحظات |
| ------ | ------------------------------- | ---------- | --- |
|        | كونت مات Tanusio Thopia         | 1328–1338  | تم الاعتراف بتانوزيو كـ كونت ماتيا. |
|        | كونت مات Andrea I Thopia        | 1338–1343  | ابن تانوزيو ثوبيا وأب كارل ثوبيا. |
|        | Princeps Albanese كارل ثوبيا    | 1359–1388  | حكم معظم وسط ألبانيا الحديثة من 1359 إلى 1388 وادعى لقب Princeps Albaniae. استولى كارل على دوريس في 1368 من الأنجيين. في 1374 منح البابا Gregory XI له لقب "Grande Conte d'Albania" (الكونت العظيم لألبانيا). فقد دوريس عام 1376 على يد Louis, Duke of Durazzo لكنه استعادها عام 1383. حكم كارل مناطق دراس، Kruja، بجين، إيلبصان، Mokra وGora، أي على جانبي طريق إيجناتيا حتى بحيرة أوخريد. |
|        | Princeps Albanese Gjergj Thopia | 1388–1392  | ابن كارل ثوبيا. خلف والده بعد وفاته. في 1392 طلبت منه فينيسيا إعادة دوريس إليها، وتوفي في نفس العام دون وريث. |
|        | سيدة كرويا Helena Thopia        | 1388–1392  | الابنة الكبرى لكارل ثوبيا. تزوجت من ماركو بارباريغو ‏ وحكمت كرويا والمنطقة المحيطة بها مع زوجها. في 1392 هاجمها أخوها نيكيتا وطردها إلى بلاط Balsha noble family. تزوجت Kostandin Balsha عام 1394 واستعادت كرويا. بعد وفاة زوجها عام 1402، استعاد نيكيتا القلعة منها. |
|        | سيد كرويا Niketa Thopia         | 1392–1394  | حكم لمدة سنتين حتى فقد كرويا. |
|        | سيدة كرويا Helena Thopia        | 1394–1403  | تزوجت Kostandin Balsha في 1394 وحكمت كرويا معه. بعد وفاة زوجها عام 1402 استعاد نيكيتا القلعة منها. |
|        | سيد كرويا Niketa Thopia         | 1403–1415  | في 1403 استعاد نيكيتا كرويا من أخته هيلينا، موحدًا الإمارة التي كانت بحوزة أفراد عائلة ثوبيا. بعد وفاته عام 1415 سقطت القلعة في يد الدولة العثمانية. |